# Ossjotr
Der Ossjotr (russisch Осётр, wörtlich übersetzt: „Stör“) ist ein 228 km langer rechter Nebenfluss der Oka im europäischen Teil Russlands.

## Verlauf
Der Ossjotr entspringt im Norden der Oblast Tula unweit von Jasnogorsk und fließt zunächst sehr kurvenreich durch eine landwirtschaftlich intensiv genutzte Landschaft in östliche Richtungen. Nordöstlich von Wenjow erreicht der Fluss den südlichsten Zipfel der Oblast Moskau. Nachdem der Ossjotr Serebrjanyje Prudy passiert hat, erreicht er wenige Kilometer später bereits die Grenze zur Oblast Rjasan. Hier biegt er in Richtung Norden ab.
Der Flusslauf markiert nun die Grenze zwischen den Oblasten Moskau im Westen und Rjasan im Osten. Rund 10 km südlich von Saraisk fließt er dann wieder ganz in der Oblast Moskau.
Der Fluss erreicht Saraisk und passiert die Stadt im Westen. Weiterhin stark mäandrierend fließt er in vorwiegend nördlicher Richtung durch den Südosten der Oblast Moskau. Rund 14 Flusskilometer vor der Großstadt Kolomna mündet er schließlich in die Oka.

## Tourismus
Der Ossjotr ist in der eisfreien Zeit von Mitte April bis November ein beliebtes Ziel für Bootswanderer. Der Fluss ist ruhig und fließt über weite Strecken in einem malerischen, bewaldeten Tal, das bis zu 30 m tief eingeschnitten ist.